# 904A型综合补给舰
904A型岛礁补给舰船体与以前的903型综合补给舰相似，但与执行远洋补给任务的903/903A补给舰不同，904A/904B岛礁补给舰用于执行南海诸岛（西沙群岛、南沙群岛）守军的补给任务，是903的分支，故没有必要使用远洋综合补给舰所特有的大型补给门架，反而在中部每舷各装了两个小艇投放架，原本904直升机甲板比903型综合补给舰小，且无机库；但后续改进型904B补给舰，则加強了直升机的使用能力。